# Alonzo Mourning
Alonzo Harding Mourning Jr. (* 8. Februar 1970 in Chesapeake, Virginia) ist ein ehemaliger US-amerikanischer Basketballspieler. Von 1992 bis 2007 war er in der NBA aktiv, die meiste Zeit davon bei den Miami Heat.
Mourning war bis zu seiner Nierenerkrankung im Jahre 2000 einer der besten Center der Liga und galt Ende der 1990er regelmäßig als MVP-Kandidat. 1999 und 2000 wurde er jeweils als NBA Defensive Player of the Year ausgezeichnet. Außerdem wurde er siebenmal für das NBA All-Star Game nominiert. Seine Karrierestatistik zeigt durchschnittlich 17,1 Punkte, 8,5 Rebounds und 2,8 Blocks in 838 NBA-Spielen.
2014 wurde Mourning in die Naismith Memorial Basketball Hall of Fame und 2019 in die FIBA Hall of Fame aufgenommen.

## Karriere in der NBA
Ab 1992 spielte Mourning in der nordamerikanischen Profiliga NBA. Er wurde im NBA-Draft 1992 hinter Shaquille O’Neal an zweiter Stelle von den Charlotte Hornets ausgewählt. 1993 wurde der Center für seine Leistungen im ersten NBA-Jahr in das NBA All-Rookie First Team berufen und hinter O’Neal zweiter bei der Wahl zum Rookie of the Year. Gemeinsam mit Co-Star Larry Johnson erreichten die Hornets 1993 erstmals in ihrer Teamgeschichte die NBA-Playoffs. 1994 folgte die erste von sieben All-Star-Nominierungen. Ebenso wurde er 1994 Basketballweltmeister mit der US-amerikanischen Nationalmannschaft. Mourning blieb bis 1995 bei den Hornets, ehe er unter anderem im Austausch für Glen Rice zu den Miami Heat transferiert wurde. Vorher lehnte er ein Vertragsverlängerungs-Angebot der Hornets ab.
Bei den Heat bildete Mourning gemeinsam mit Tim Hardaway ein kongeniales Duo und erreichte mit diesem 1997 die Conference-Finals, wo man jedoch den Chicago Bulls um Michael Jordan unterlag. Die Heat gehörten mit Mourning über die nächsten Jahre zum engeren Kreis der Titelaspiranten, konnte die Erwartungen jedoch nie erfüllen. Mourning zählte in dieser Zeit zu den besten Spielern der Liga und war auch Teil des Team USA in Sydney, mit dem er die Goldmedaille gewann.
Im Jahre 2000 wurde bei Mourning Fokal segmentale Glomerulosklerose, eine chronische Erkrankung der Nieren, diagnostiziert. Aufgrund dieser Diagnose setzte er einen Großteil der Saison 2000/01 aus. Er kehrte jedoch bereits zur nächsten Saison zurück und absolvierte 75 Spiele. Die Heat verpassten allerdings die Playoffs. Neben Sean Elliott ist Mourning bisher der einzige NBA-Profi, der nach einer Nierentransplantation zum Profisport zurückgekehrt ist. Da sich seine körperliche Verfassung aufgrund der Erkrankung allerdings verschlechterte, setzte er die komplette Saison 2002/03 aus.
Im Sommer 2003 verließ Mourning die Heat und unterschrieb einen Vierjahresvertrag bei den New Jersey Nets. Er trat jedoch bereits im November des Jahres zurück, um sich einer Nierentransplantation zu unterziehen. Nach seiner Genesung kehrte er für die Saison 2004/05 zurück und absolvierte 18 Spiele für die Nets, ehe er zu den Toronto Raptors transferiert wurde. Von den Raptors wurde er direkt aus seinem Vertrag herausgekauft, womit er zum Free Agent wurde.
Am 1. März 2005 kehrte Mourning zu den Heat zurück, wo er als Backup für Shaquille O’Neal zum Einsatz kam. 2006 gewann er mit dem Team den NBA-Meistertitel. Er kehrte für die Saison 2006/07 zurück, die seine letzte werden sollte.
Im Spiel gegen die Atlanta Hawks am 20. Dezember 2007 erlitt der damals 37-jährige Center einen Bänderriss im Knie und einen Abriss der Patellasehne, womit die Saison für ihn beendet war. Nachdem er noch im Sommer 2008 angekündigt hatte, seinen lange angekündigten Rücktritt vom Profisport noch einmal zu überdenken, verkündete er am 22. Januar 2009 auf einer Pressekonferenz endgültig seinen Rücktritt vom Profi-Basketball.
Am 30. März 2009, in der Halbzeit des Spiels der Miami Heat gegen die Orlando Magic, wurde Mournings Trikotnummer 33 unter das Hallendach der American Airlines Arena gehängt und wird seitdem nicht mehr vom Team vergeben. Es war die erste Retired number in der Geschichte der Heat-Franchise.
Im Sommer 2009 wurde Mourning ins Management der Miami Heat als „vice president of player programs and development“ berufen.

## Erfolge und Auszeichnungen
- Olympische Goldmedaille: 2000
- Basketball Weltmeister: 1994
- NBA-Champion: 2006
- Naismith Memorial Basketball Hall of Fame: 2014
- 2× NBA Defensive Player of the Year: 1999, 2000
- 7× NBA All-Star: 1994–1997, 2000–2002
- 2× All-NBA Team:
  - First Team: 1999
  - Second Team: 2000
- 2× NBA All-Defensive Team
  - First Team: 1999, 2000
- NBA All-Rookie First Team: 1993
- J. Walter Kennedy Citizenship Award: 2002
- Trikotnummer 33 der Miami Heat wird nicht mehr vergeben
- Trikotnummer 33 der Charlotte Hornets wird nicht mehr vergeben